# Whisper Supremacy
Whisper Supremacy är det kanadensiska technical death metal-bandet Cryptopsys tredje studioalbum, utgivet i september 1998 på Century Media Records och i Japan på Victor i december samma år.
Albumet är bandets enda med gitarristen Miguel Roy samt det första med den amerikanske vokalisten Mike DiSalvo, som ersatte avhoppade Lord Worm. Den sistnämnde bidrog dock med gästsång på skivan.

## Låtlista
1. "Emaciate" – 5:00
2. "Cold Hate, Warm Blood" – 3:53
3. "Loathe" – 4:53
4. "White Worms" – 3:41
5. "Flame to the Surface" – 3:05
6. "Depths You've Fallen" – 3:58
7. "Faceless Unknown" – 3:19
8. "Serpent's Coil" – 3:18

## Medverkande
Musiker
- Mike DiSalvo – sång
- Jon Levasseur – gitarr
- Miguel Roy – gitarr
- Éric Langlois – basgitarr
- Flo Mounier – trummor, bakgrundssång

Bidragande musiker
- Lord Worm – sång

Produktion
- Pierre Rémillard – producent
- Cryptopsy – producent
- Sébastien Bussières – inspelningstekniker
- Lord Worm – låttexter
- Gen DiSalvo – låttexter
- François Quévillon – albumkonst, design, illustrationer
- Flo Mounier – logotyp
- Annie Grenier – foto